# Henry Pole (1er baron Montagu)
Henry Pole, 1er baron Montagu (également écrit Montague ou Montacute ; vers 1492 - janvier 1539), est un noble anglais, le seul détenteur du titre de baron Montagu lors de sa création en 1514, et l'un des parents que le roi Henri VIII d'Angleterre a exécuté pour trahison.

## Famille
Henry Pole est le fils aîné de Richard Pole et Margaret Plantagenet, fille de Georges Plantagenêt (1er duc de Clarence) et de son épouse Isabelle Neville[pas clair]. Son grand-père maternel, le 1er duc de Clarence est un frère des rois Édouard IV et Richard III. La grand-mère maternelle d'Henry, Isabelle, est la fille de l'un des hommes les plus puissants de son temps, Richard Neville (16e comte de Warwick). Warwick est cousin des York par sa tante paternelle, Cécile Neville. Le 16e comte et la comtesse de Warwick sont tous deux descendants du roi Édouard III.

## Biographie
Il est fait chevalier par le roi Henri VIII en 1513 et convoqué au Parlement en tant que baron Montagu dans la pairie d'Angleterre le 12 octobre 1514. Il est nommé intendant des manoirs appartenant à l'abbaye de Tewkesbury en 1526. À partir de 1530, il devient juge de paix pour le Somerset, le Dorset, le Hampshire et le Sussex,. En mai 1536, Henri est l'un des pairs du procès d'Anne Boleyn.

## Emprisonnement et exécution
Le 4 novembre 1538, Montagu ainsi que l'oncle de sa femme, Edward Neville (en),, et d'autres parents, sont arrêtés pour trahison par Henry VIII, bien que Thomas Cromwell ait écrit auparavant qu'ils avaient « peu offensé sauf qu'il est de leur parenté ». Le frère de Montagu, Reginald, est en exil à l'époque en raison de son opposition au divorce d'Henri et de Catherine d'Aragon. Ils sont emprisonnés à la tour de Londres et Lord Montagu est déclaré hors la loi et ses honneurs perdus le 2 décembre 1538. Neville est décapité le 8 décembre 1538 et un autre cousin, Henri Courtenay (1er marquis d'Exeter), est exécuté le 9 décembre 1538 . Le 9 janvier 1539, toutes les personnes arrêtées restantes sont décapitées, à l'exception du frère d'Henry, Geoffrey Pole.
Dix jours après l'arrestation de Montagu, sa mère est arrêtée et interrogée par William FitzWilliam (1er comte de Southampton), et Thomas Goodrich, évêque d'Ely. Ils rapportent à Thomas Cromwell que bien qu'ils aient « travaillé avec elle » pendant de nombreuses heures, elle « ne dirait rien », et ils sont forcés de conclure que soit ses fils ne l'ont pas incluse dans leurs plans de « trahison », soit elle est « la plus flagrante traîtresse qui ait jamais vécu". Le 27 mai 1541, Lady Salisbury, 67 ans, est décapitée dans la tour de Londres. Le fils de Lord Montagu, Henry, est emprisonné dans la tour en même temps que son père. On s'attend à ce qu'il suive sa grand-mère jusqu'à l'échafaud, mais le roi ne veut pas risquer une opinion publique défavorable et il est donc privé d'un tuteur et emprisonné dans la tour jusqu'à sa mort, peut-être de faim, en 1542 ou plus tard .

## Mariage et descendance
En mai 1510 ou avant mai 1520, Pole épouse Jane Neville, fille de George Nevill (5e baron Bergavenny) et de Joan Arundel. Ils ont les enfants suivants :
- Catherine Pole (née après 1511 ou en 1519 - 23 septembre 1576) épouse Francis Hastings (2e comte de Huntingdon). Ils ont onze enfants.
- Thomas Pole (né après 1519 ou en 1520), épouse Elizabeth Wingfield. Sans descendance.
- Henry Pole (né en 1520 ou en 1521 - après septembre 1542), épouse Margaret Neville. Selon Alison Weir, il est né en 1527. Il est emprisonné dès son plus jeune âge à la Tour de Londres jusqu'à sa mort [7].
- Winifred Pole (née après 1521 ou en 1525), mariée à Thomas Hastings (1515-1558), fils de George Hastings (1er comte de Huntingdon) et frère du mari de sa sœur Catherine. Le mariage est sans descendance ; il est enterré à Stoke Poges, Buckinghamshire. Elle se remarie à Thomas Barrington de Barrington Hall, Hatfield Broadoak, Essex (mort en 1586). Ils ont Francis Barrington, 1er baronnet, John Barrington et Catherine Barrington. Catherine épouse Guillaume Bourchier en 1584. Il est un arrière-petit-fils de John Bourchier (2e baron Berners). Un fils de Catherine et de Guillaume, John Bourchier (en), un régicide du roi Charles Ier d'Angleterre, qui est l'arrière-arrière-neveu du roi Henri VIII.